# Olimar Reisen
Olimar Reisen (Eigenschreibweise: OLIMAR Reisen) ist ein Reiseveranstalter mit Sitz in Köln. 

## Geschichte
Die Olimar Reisen Vertriebs GmbH wurde im Jahr 1972 in Köln von Werner Zahn gegründet. Der Name entstand aus den Vornamen der beiden ältesten Söhne des Firmengründers, OLIver und MARkus. 
Ging es anfangs noch darum, portugiesischen Gastarbeitern Charterflüge in die Heimat anzubieten, entwickelte sich im Laufe der Jahre ein Spezialist für Urlaubsreisen nach Portugal. 1981 erschien der erste Reisekatalog mit einer Auswahl an Stadthotels in Lissabon. Im Jahr 2001 wurde ein Jahresumsatz in Höhe von 115 Mio. Euro erzielt.
Gestartet in einem provisorischen Büro am Kölner Busbahnhof, zog die Firmenzentrale im Laufe der Jahre von Unter Goldschmied (Köln-Altstadt) über die Pasteurstraße (Köln-Niehl) im Jahr 2009 in die historische Glockengasse in Köln (Köln-Innenstadt).
Heute wird das Unternehmen Werner Zahns Sohn, Pascal Zahn, geführt.

## Reiseangebote
Das Unternehmen bietet Reiseangebote nach Portugal, Spanien, Italien, Kroatien, Griechenland und auf die Kapverdischen Inseln.